# Franciszek Roye
Franciszek Roye lub Franciszek z Brukseli (ur. 1522 w Brukseli w Belgii, zm. 9 lipca 1572 w Brielle) – kapłan franciszkanin, męczennik, święty Kościoła katolickiego, jeden z męczenników z Gorkum.
Jako młody chłopiec wstąpił do franciszkanów, gdzie ukończył studia filozoficzne i teologiczne. Po wyświęceniu na kapłana pracował w wiejskich parafiach. Razem z Antonim z Hoornaert ewangelizował zagrożone kalwinizmem parafie katolickie w Niderlandach.
W 1572 władzę w kraju przejęli kalwińscy gezowie. Występowali oni przeciwko hiszpańskim Habsburgom. Rozpoczęły się prześladowania katolików, uważanych za sprzymierzeńców okupantów z południa Europy. W czerwcu aresztowano franciszkanów z Gorkum i chciano torturami zmusić do odstąpienia od wiary katolickiej. Oprawcy wyśmiewali osobę Matki Bożej, świętych i papieża. Następnie przewieziono ich razem z innymi uwięzionymi duchownymi do Brielle.
Franciszek Roye, pozostali zakonnicy i duchowni zostali powieszeni w  spichlerzu klasztoru św. Elżbiety. Według relacji naocznych świadków: Egzekucja została przez oprawców przeprowadzona bardzo niedbale. Nie zatroszczyli się o to, aby sznury dobrze zaciskały gardła skazańców i by w ten sposób szybko skonali (...). Przeprowadzenie egzekucji trwało około dwóch godzin. Rozpoczęło się około godziny drugiej w nocy, a zakończyło się około godziny czwartej. Zbrodnia miała miejsce w byłej siedzibie augustianów. Ciała zabitych zostały przez gezów poćwiartowane. W nocy z 10 lipca na 11 lipca wrzucono je do dwóch wykopanych dołów i zasypano.
Męczennik został kanonizowany 29 czerwca 1867 przez papieża Piusa IX. Męczennicy z Gorkum, wśród nich św. Franciszek Roye, czczeni są w liturgii Kościoła katolickiego 9 lipca, przede wszystkim w kościołach i parafiach franciszkańskich.